# 舍韦涅
舍韦涅（法語：Chevaigné，法語發音：[ʃəvɛɲe]）是法国伊勒-维莱讷省的一个市镇，位于该省中部，属于雷恩区和雷恩都会区，其市镇面积为10.33平方公里，2022年1月1日时人口数量为2396人。
舍韦涅是雷恩都会区的组成部分，位于雷恩市区北部。

## 地名
该地以如下名称在历史文献里出现：ecclesia de Chevenneio （1185年）、parochia de Chavegneyo（1258年）、Chevegnayum（1411年）。
该地在部分地图中的名称为“谢韦涅”，此名称为地图从Wikidata上抓取的中文维基早期机翻误译，而“舍韦涅”一名则符合法汉译音规则和法语地名译名习惯，且目前在中文维基社群中无异议。

## 行政
舍韦涅的邮政编码为35250，INSEE市镇编码为35079。

## 地理

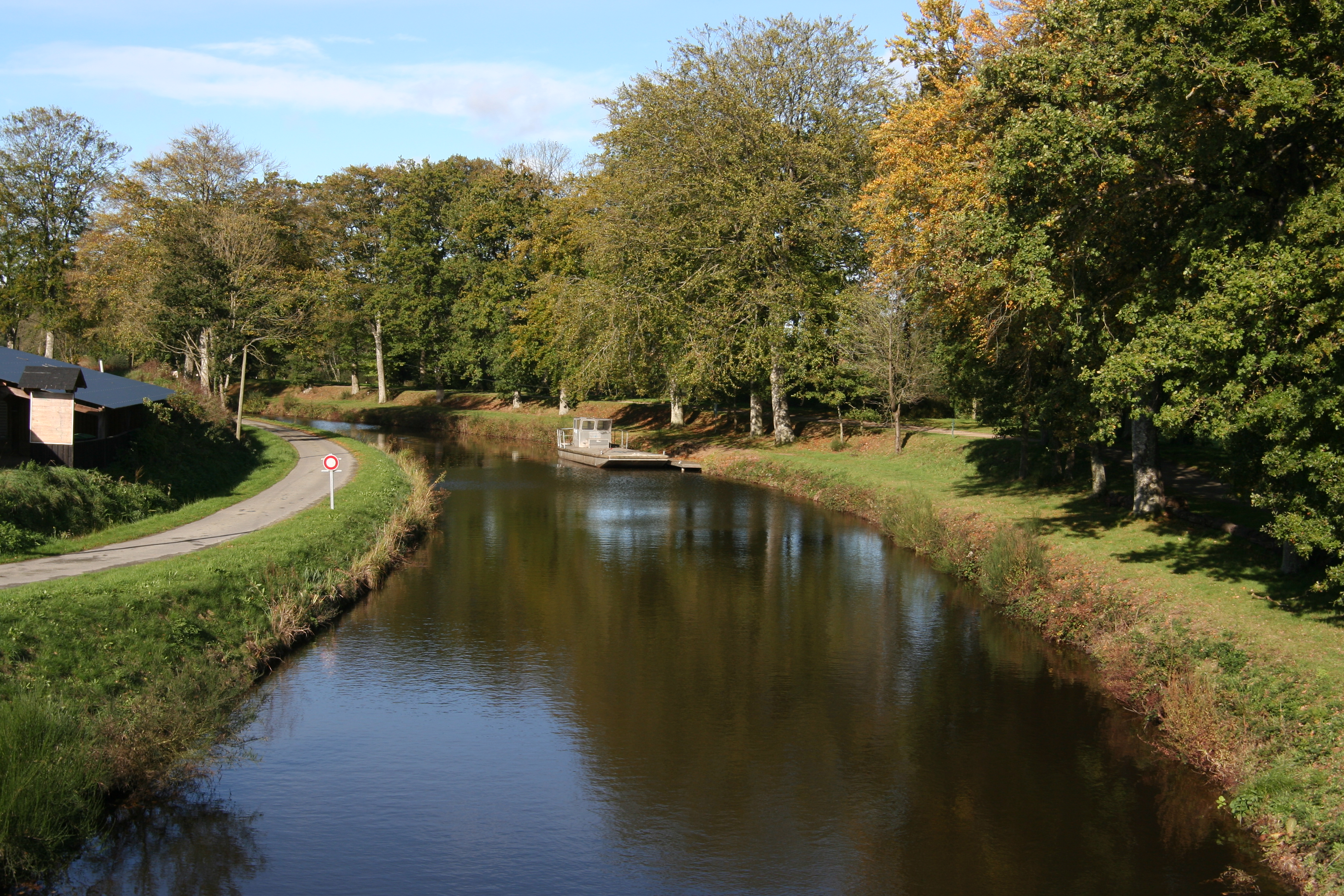
流经舍韦涅的伊勒-朗斯运河

舍韦涅（48°12'43"N, 1°37'47"W）位于法国西北部，布列塔尼大区东部和伊勒-维莱讷省中部，距离省会雷恩大约14公里。
与舍韦涅接壤的市镇包括：圣欧班多比涅、圣叙尔皮斯拉福雷、贝通、默莱斯、穆阿泽、伊勒河畔圣日耳曼。
舍韦涅境内地势平坦，海拔在32至90米之间。
伊勒河和1832年开凿的伊勒-朗斯运河从舍韦涅镇中心经过。
按照柯本气候分类法，舍韦涅属于较为典型的温带海洋性气候，全年温差较小，降水分布均匀。

## 交通
伊勒-维莱讷省省道D27线、D91线和D175线经过舍韦涅境内。雷恩71路和94路经过舍韦涅境内并设有站点。舍韦涅火车站是雷恩－圣马洛铁路线上的一个通勤车站。

## 政治
现任舍韦涅市长为桑德琳·樊尚女士（Sandrine Vincent），她是一名无党籍人士。

## 人口
| 年份   | 1936 | 1946 | 1954 | 1962 | 1968 | 1975 | 1982 | 1990  | 1999  | 2005  | 2010  | 2015  | 2018  |
| ------ | ---- | ---- | ---- | ---- | ---- | ---- | ---- | ----- | ----- | ----- | ----- | ----- | ----- |
| 人口數 | 638  | 640  | 613  | 660  | 705  | 773  | 972  | 1,335 | 1,620 | 1,790 | 1,838 | 2,126 | 2,295 |

## 友好城市
- 義大利 梅尔戈